# Kamendaka camerunensis
Kamendaka camerunensis är en insektsart som beskrevs av Van Stalle 1984. Kamendaka camerunensis ingår i släktet Kamendaka och familjen Derbidae. Inga underarter finns listade i Catalogue of Life.